# Anzer-hoogland

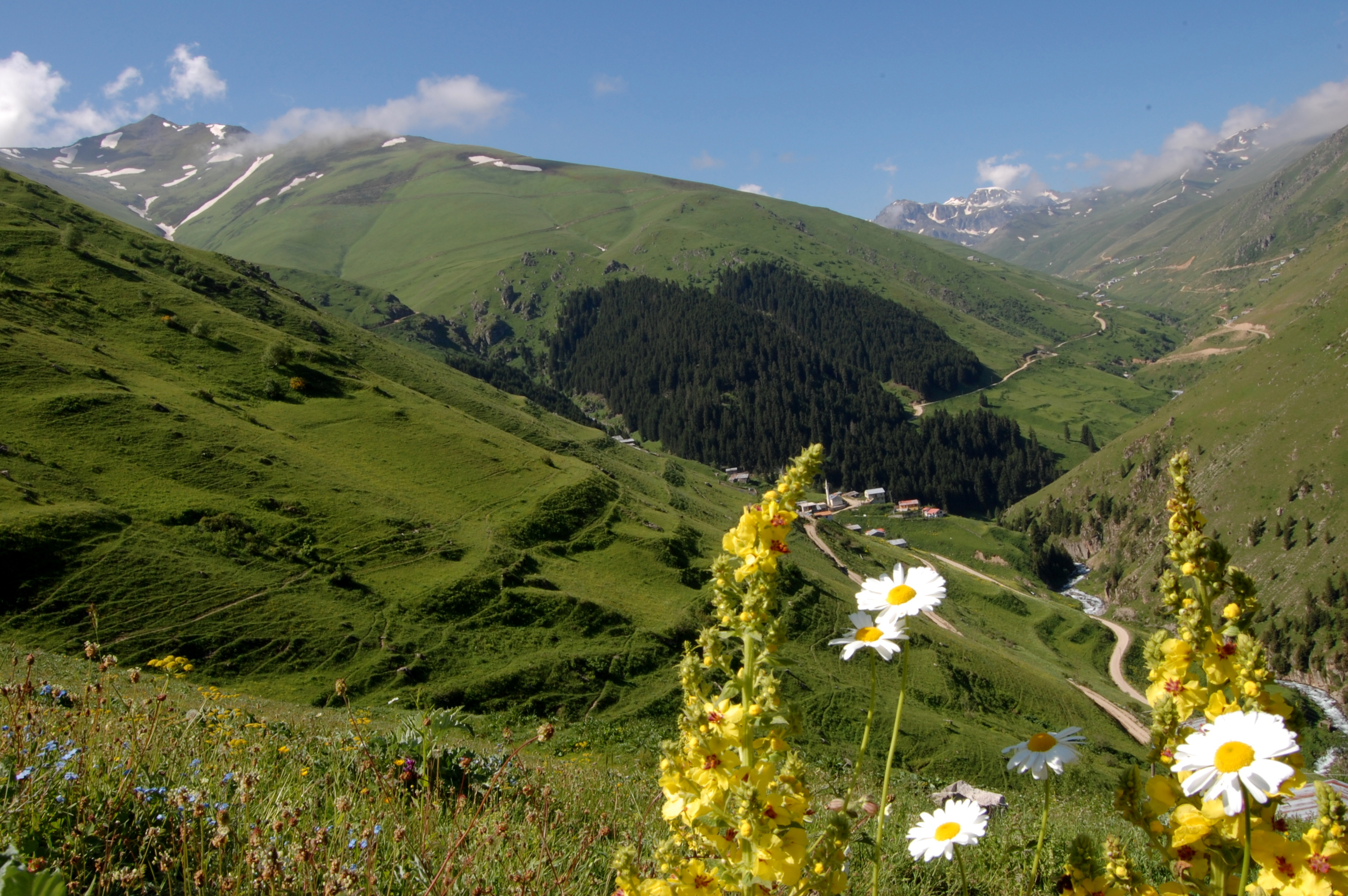
Foto van de hoogland

Het Anzer-hoogland (Turks: Anzer Yaylası; Lazisch: Anzeri Gola) is een plateau die ligt 35km zuidwest tot het district İkizdere in de provincie Rize. Het is in tweeën verdeeld: Neder-Anzer (Çiçekliköy) en Opper-Anzer (Ballıköy). Er bestaat een afstand van 54km naar het stadscentrum van Rize. Het plateau, dat beroemd is om zijn honing, is ook een belangrijk ecotoeristisch gebied.